# ایزابلا راگونزه
ایزابلا راگونزه (ایتالیایی: Isabella Ragonese؛ زادهٔ ۱۹ مهٔ ۱۹۸۱) یک هنرپیشه اهل ایتالیا است.
از فیلم‌ها یا برنامه‌های تلویزیونی که وی در آن نقش داشته است می‌توان به زندگی ما، لئوپاردی اشاره کرد. راگونزه در سال ۲۰۱۰ برنده جایزه انجمن ملی فیلم ایتالیا بهترین بازیگر نقش مکمل زن شده است.